# Landratsbezirk Gießen
Der Landratsbezirk Gießen war ein Landratsbezirk im Großherzogtum Hessen mit Sitz in Gießen. Er bestand von 1821 bis 1832.

## Geschichte

### Entstehung
Im Zuge der Verwaltungsreform von 1821 im Großherzogtum wurden auch auf unterer Ebene Rechtsprechung und Verwaltung getrennt und die Aufgaben der überkommenen Ämter in Landratsbezirken – zuständig für die Verwaltung – und Landgerichtsbezirken – zuständig für die Rechtsprechung – neu organisiert. Der Landratsbezirk Gießen entstand dabei aus:
- dem Stadtamt Gießen (Stadt Gießen, Großlinden, Klein-Linden, Trohn und Wieseck),
- dem Landamt Gießen mit den Bestandteilen:
  - Stadt Staufenberg an der Lahn,
  - Gericht Lollar (Daubringen, Lollar, Mainzlar, Ruttershausen und Kirchberg),
  - Gericht Steinbach (Garbenteich, Steinberg, Watzenborn und Steinbach),
  - Gericht Heuchelsheim mit Fellingshausen, Heuchelheim und Rodheim,
- dem Amt Hüttenberg,
- der Stadt Allendorf an der Lumda,
- dem Patrimonialgericht Busecker Tal,
- dem Patrimonialgericht Hermannstein und
- den Orten Crumbach,[Anm. 1] Königsberg, Frankenbach, Naunheim und Waldgirmes[Anm. 2]

Die Aufgaben der erstinstanzlichen Rechtsprechung aus den aufgelösten Ämtern wurden dem neu eingerichteten Landgericht Gießen übertragen.

### Weitere Entwicklung
1822 kam es zu einem Abkommen zwischen dem Staat und dem Freiherren von Schenck zu Schweinsberg, mit dem dieser seine Rechte und Pflichten aus dem Patrimonialgericht Hermannstein dem Staat abtrat.
1827 kam es zu einem weiteren Abkommen, diesmal zwischen dem Staat und der Familie von Buseck, mit der die Rechte und Pflichten aus deren Patrimonialherrschaft vom Staat übernommen wurden.

### Ende
In der Gebietsreform 1832 wurden die Landratsbezirke aufgelöst und in der Regel zu größeren Kreisen zusammengelegt. Deren Zuschnitt wurde kurz darauf mit einer weiteren Verordnung festgelegt. Der Landratsbezirk Gießen wurde zum Kreis Gießen umgebildet, wobei aber – im Gegensatz zum Verfahren in den meisten übrigen neu gebildeten Kreisen – der Zuständigkeitsbereich gegenüber dem Landratsbezirk, aus dem er hervorging, verkleinert wurde. Eine Reihe von Gemeinden wurden an den Kreis Grünberg abgegeben.

## Landräte
- 1826–1827 Christian Knorr

## Historische Beschreibung
Die Statistisch-topographisch-historische Beschreibung des Großherzogthums Hessen berichtet 1829 über den Landratsbezirk Giessen:
Die Lage wird beschrieben als: „Dieser Bezirk bildet zwar ein zusammenhängendes Ganze, hat aber eine so irreguläre Lage, daß einzelne Stücke durch fremde Gebietstheile beinahe von einander getrennt sind. Der nördliche Theil, ungefähr 2⁄3 des Ganzen, steht nur durch einen schmalen Streifen mit dem südlichen Theile des Bezirks in Verbindung. Die Gemarkung Hermannstein ist beinahe wieder vom erstern Theile getrennt. Das Ganze liegt zwischen dem 50°, 27´ und 50°, 43´ nördlicher Breite, und zwischen dem 26°, 9´ und 26°, 33´ östlicher Länge, und wird begrenzt, gegen Norden: von Preußen und Churhessen; gegen Osten: von den Bezirken Grünberg und Hungen; gegen Süden: von dem Bezirk Hungen und gegen Westen: von Preussen.“
Die Natürliche Beschaffenheit als:
„a. Oberfläche und Boden. Zwischen der Wetter und der Wieseck ziehen Anhöhen nach dem südlichen Theil des Bezirks. Schiffenberg westnordwärts finden sich die Höhen bei Kleinlinden, die nach Großenlinden, Leihgestern und Langgöns ziehen. Bei Oppenrod sieht man verschiedene Kegel. Die Gegend an der Lahn und Wieseck ist eben. Im nördlichen Theile des Bezirks erhebt sich der Dünsberg, 1888 Hess. (1452 Par.) Fuß über der Meeresfläche. Die Stadt Königsberg liegt 1529 Hess. (1176 Par.) Fuß über der Meeresfläche. Der Boden ist sehr verschieden und geht vom fetten Moorgrund, bis zum leichten Sandboden.

b. Gewässer: 1) die Lahn; 2) die Wieseck; ) die Lumda; 4) der Bieberbach; 5) der Könzbach.“
Die Bevölkerung als: „Die Seelenzahl beträgt 30,799; darunter sind 29,289 Evangelische, 464 Katholiken, 16 Mennoniten und 1030 Juden, welche zusammen 5 Städte, 37 Dörfer, überhaupt 4817 Häuser bewohnen.“
Die Naturprodukte als: „Pferde 556; Fohlen 43; Bullen 67; Ochsen 2967; Kühe 6212; Rinder 2087; Schweine 5993; Schaafe 20,431; Ziegen 312; Esel 149. Fische; Waizen, Korn, Gerste, Hafer, Kartoffel, Flachs, Raps, vieles Obst, etwas Hirse, viel Klee, Hülsenfrüchte. Bei Königsberg befindet sich ein beträchtliches Eisenbergwerk, das einen dichten und vortrefflichen Rotheisenstein liefert, der in der Ludwigshütte bei Biedenkopf geschmolzen wird. An Torflagern ist der Bezirk sehr reich. Der beste Torf wird bei Daubringen gewonnen, der jeden andern der Umgegend übertrift; dann folgt der von Großenlinden und Wieseck; weniger gut ist der bei Mainzlar und schlecht der von Langgöns und Stauffenberg. Basalte sind bei Giessen, Königsberg und Stauffenberg, so wie Kalksteine bei Giessen und Kleinlinden, und vorzügliche Thongruben befinden sich bei Pohlgöns. Wieseck hat große Gruben von weißem Sand, der als Streusand in der Umgegend stark gebraucht wird. Bei Giessen finden sich sogenannte Wurststeine, schöne versteinerte Hölzer, auch selten sonstige Versteinerungen und in der Lahn schöne Jaspisse; Traß bei Garbenteich und Oppenrod, beim Schiffenberg Pechopal und bei Daubringen gelber Ocker. Ein mineralischer Brunnen dessen Wasser einen zusammenziehenden tintenartigen Geschmack hat, ist bei Giessen, so wie auch Leihgestern eine Mineralquelle hat, welche aber beide nicht benutzt werden.“
Das Gewerbe und Handel als: „Ackerbau, Viehzucht, Gewerbsindustrie, Straßengewerbe. In Giessen sind zwei Rauchtabaksfabriken, die nicht unbedeutende Geschäfte machen. Mehrere Tuch- und Teppichmacher sind zu Allendorf an der Lumda, welch letztere haarne Fußteppiche verfertigen. Die Leineweberei ist in mehreren Orten sehr stark im Gange, namentlich zu Langgöns, Reißkirchen, Allendorf an der Lumda und Pohlgöns, an welch letzterm Ort sich der größere Theil der Einwohner, aber nur im Winter, mit diesem Gewerbszweig befaßt. Einer besondern Erwähnung verdienen die Färbereien in Großenlinden, die der Leinwand eine gute dauerhafte Farbe geben. In Giessen sind Roth- und Weißgerber, Liqueur- und Essigfabrikanten, Seifensieder und Lichterzieher, Strumpfweber, Hutmacher, Büchsenmacher, Messerschmiede. Bedeutende Kalkbrennereien befinden sich zu Königsberg, Ziegelhütten namentlich zu Beuern, Pohlgöns, so wie Walkmühlen zu Heuchelheim und Trohe. Getreide und fettes Vieh kann abgesetzt werden, bedeutend für den Viehhandel ist Giessen. In den Jahren 1820 und 1821 wurden an Pferden, Ochsen, Kühe, Kälber und Schweine 35,642 Stück aufgetrieben, wovon 22,502 Stück, und zwar größtentheils ins Ausland, verkauft worden sind. Nach Giessen hat Lollar die bedeutendsten Viehmärkte in der Umgegend. Der Bezirk ist von folgenden Chausseen durchschnitten: 1) Straße von Frankfurt nach Marburg, geht durch Pohlgöns, Kirchgöns, Langgöns, Großenlinden, Kleinlinden, Giessen, Lollar und Kirchberg; 2) Straße von Giessen nach Biedenkopf; zieht durch Heuchelheim, Fellingshausen und Frankenbach; 3) Straße von Giessen nach Grünberg, geht durch Reißkirchen; 4) Straße von Kleinlinden nach Wetzlar, 5) Straße von Pohlgöns nach Wetzlar; 6) Straße von Langgöns nach Holzheim.“